# Voltron
Voltron ist eine Zeichentrickserie aus dem Jahre 1984. Die Serie ist ein US-Zusammenschnitt der beiden Anime-Fernsehserien Hyakujū-Ō Golion (jap. 百獣王ゴライオン Hyakujū-Ō Goraion) und Kikō Kantai Dairugger XV (jap. 機甲艦隊ダイラガーXV Kikō Kantai Dairagā XV), welche in den Jahren 1981 und 1982 vom japanischen Animationsstudio Tōei Animation produziert wurden und keinen direkten Bezug zueinander haben.
Der Anime lässt sich in die Genre Mecha, Science-Fiction und Action einordnen. Zwischen 2016 und 2018 wurde eine 78-teilige Neuauflage namens Voltron: Legendärer Verteidiger für Netflix produziert.

## Inhalt
Lion Force Voltron (Hyakujū-Ō Golion)
Fünf junge Raumpiloten werden zum Planeten Arus geschickt. Dieser wird von dem tyrannischen König Zarkon, Herrscher des Planeten Doom, angegriffen. Um Arus noch zu retten, müssen die Raumpiloten fünf Löwen-Roboter aktivieren und mit ihnen Voltron, den mächtigsten Riesenroboter im Universum, formen. Somit werden die Raumpiloten die neue Voltron Force. Sie werden unterstützt von Prinzessin Allura, der Prinzessin von Arus, sowie deren Berater Coran und dem königlichen Kindermädchen Nanny. Zarkon und seine Hexe Haggar schicken gegen Voltron immer neue RoBeasts, die von Kommandeur Yurak und Prinz Lotor eingesetzt werden.
Vehicle Force Voltron (Kikō Kantai Dairugger XV)
Der Frieden ist wieder bedroht. Das mächtige Drule-Imperium will die Galaktische Föderation stürzen und nur ein neuer Voltron-Roboter kann dies verhindern. Anders als der Löwen-Voltron, besteht dieser aus verschiedenen Vehikeln, die von 15 Piloten gesteuert werden. Diese sind aufgeteilt in drei Teams. Das Marine-Team, das Land-Team und das Luft-Team.

## Charaktere
Die Voltron Force
- Keith Akira Kogane (黄金 旭, Kogane Akira):
Keith ist der Captain der fünf Raumpiloten und der spätere Anführer der Voltron Force. Er trägt eine rote Uniform und steuert den roten Löwen, welcher den rechten Arm von Voltron bildet. Keith ist ein ruhiger Typ, der viel Zeit investiert, um Entscheidungen zu treffen. Er fungiert in seiner Funktion als Führer ruhig und gelassen. Seine Strategien entwirft er mit derselben Besonnenheit. Seine Hobbys sind lesen oder in der Lounge abhängen. Zudem scheint er insbesondere Prinzessin Allura zu mögen und hat ein starkes Verlangen sie zu beschützen.
- Lance Charles McClain (黒鋼 勇, Kurogane Isamu):
Der stellvertretende Anführer der Voltron Force. Lance steuert den blauen Löwen, der den rechten Fuß bildet und trägt eine blaue Uniform. Er ist recht groß, schlaksig und seine zynische und manchmal auch hinterlistige Art, sorgen nicht selten für Spannungen im Team. Auch schreckt er nicht davor zurück, Keith und den anderen seine Meinung zu geigen, die nicht selten von Sprüchen begleitet wird. Davon abgesehen ist er aber ein guter Freund und lässt ab und an den Weiberhelden raushängen.
- Darrell „Pidge“ Stoker (錫石「チビ」宏, Suzuishi „Chibi“ Hiroshi):
Pidge ist der jüngste und kleinste der Truppe. Er steuert den Grünen Löwen, der den linken Arm Voltrons bildet und trägt eine ebenfalls grüne Uniform. Pidge ist ein Wunderkind und hat schon in jungen Jahren die Akademie hinter sich gebracht. Sein Fachgebiet sind Wissenschaften aller Art. Zudem ist er genau wie die anderen, ein Ass im Kampfsport und setzt seine geringe Größe zu seinem Vorteil ein. Pidge nimmt kein Blatt vor den Mund was besonders die Bösewichte zu hören kriegen. Er hat einen Zwillingsbruder namens Chip, der zu dem Vehicle Voltron Luft-Team gehört.
- Tsuyoshi „Hunk“ Garrett (青銅 強, Seidō Tsuyoshi):
Tsuyoshi, oder „Hunk“ (deutsch „Brocken“), ist der starke Mann des Teams. Er steuert den Gelben Löwen, der das linke Bein von Voltron bildet und trägt eine orange Uniform. Er ist der älteste in der Truppe. Trotz seinem harten Äußeren hat er ein Herz aus Gold und ist zudem ein wahrer Kinderfreund. Da er sich keine Mahlzeit entgehen lässt, hänseln ihn seine Kollegen des Öfteren.
- Sven Shirogane Holgersson (銀 貴, Shirogane Takashi):
Sven kommt aus Norwegen und ist der ursprüngliche jetzige Anführer. Er trägt eine schwarze Uniform und steuerte den schwarzen Löwen, der den Kopf und Körper Voltrons bildet. In der sechsten Folge wurde er von Haggar schwer verletzt und zum Planeten Ebb überführt, wo er gesund gepflegt werden sollte. Aufgrund dessen wird er in seiner Funktion als Pilot des Blauen Löwen von Prinzessin Allura abgelöst. Auch wenn er es nicht offenlegt, ist er ein sehr emotionaler Mensch und lässt sich von seinem Herzen leiten.
- Allura Altea (ファーラ姫, Fāra-hime):
Allura ist die Prinzessin des Planeten Arus und Herrscherin des Königreichs Altair. Nach Lance' Abgang ist sie die Pilotin des Blauen Löwen und trägt eine pinke Uniform. Allura ist ein wahres Naivchen, besonders in Bezug auf Romanzen. Trotz alledem ist sie sehr taff und durchaus eine fähige Herrscherin, solange ihr nicht Coran und Nanny dazwischenfunken. Sie gibt nie auf und ist gewillt alles zu lernen, um mit ihrem Blauen Löwen den Planeten zu verteidigen.

Das Königreich Arus
- Coran (Raible):
Alluras Berater. Nach dem Ableben von Alluras Vater (König Alfor) übernehmen Coran und Nanny die Aufgabe aus Allura eine Herrscherin zu machen. Er weiß eine Menge über Arus, Voltron und die damit verbundene Technik. Coran ist sehr weise und gibt hin und wieder auch Anweisungen an die Voltron Force.
- Nanny (Hys):
Alluras übervorsichtiges Kindermädchen. Nanny ist sehr aufbrausend und darauf bedacht, dass alles seine Ordnung hat. Sie ist nicht gerade sehr beliebt bei den Jungs der Voltron Force, da sie die Vier für ungehobelte Bauerntrampel hält.

Die Bösewichte vom Planeten Doom
- König Zarkon (Kaiser Daibazaal):
König Zarkon ist der Herrscher des Planeten Doom. Generell sitzt er auf seinem Thron und lässt seine Hexe Haggar, seine Kommandanten und seinen Sohn, die Pläne zur Eroberung von Arus entwerfen. Wenn diese allerdings wieder Mal versagen, hält er sich nicht mit diversen Beleidigungen und Schimpftiraden zurück.
- Prinz Lotor Sincline (Prinz Sincline):
Kronprinz Lotor ist der böse Sohn des König Zarkon. Er hat eine große Abneigung gegen seinen Vater, hasst ihn sogar bis auf den Tod. Gerne würde er zusammen mit Prinzessin Allura, für die er starke Zuneigung hegt, das Königreich seines Vaters und die ganze Galaxie beherrschen. Lotor ist ein sehr durchtriebener, smarter und mächtiger Gegner, der sich nicht leicht geschlagen gibt.
- Haggar (Honerva):
Die Hexe Haggar ist unter anderem für die Erschaffung der gigantischen RoBeasts verantwortlich, die Zarkon immer wieder gegen Voltron schickt. Ihre Zauberkraft ist nicht zu verachten. Sie war es auch, die Voltron in fünf Löwen-Roboter aufteilte. Haggar wird ständig von ihrer Terrorkatze Kovar begleitet.
- Kommandant Yurak (Sadak):
Yurak ist Zarkons erster Kommandant, der in den Kampf gegen Voltron geschickt wird. Erst nur zaghaft nimmt er die Hilfe von Haggars RoBeasts an. Er verlässt sich ganz auf seine laute Stimme, mit der er wie wild brüllend Befehle erteilt. Sein Lieblingsausspruch ist „Los, ihr Hunde!“.

## Produktion und Veröffentlichung

### Japan
Die Anime-Fernsehserie Hyakujū-Ō Golion wurde 1981 mit 52 Folgen vom Studio Toei Animation produziert. Hiroshi Sasagawa, Katsuhiko Taguchi, Kazushi Nomura und Kazuyuki Okaseko fungierten als Regisseure. Die Serie wurde vom 4. März 1981 bis zum 24. Februar 1982 auf dem japanischen Sender TV Tokyo ausgestrahlt.
Unter der Regie von Kozo Morishita produziert Tōei Animation 1982 den Anime Kikō Kantai Dairugger XV. Dabei stammt das Charakter-Design von Shigetaka Aoyama. TV Tokyo strahlte diese Serie vom 3. März 1982 bis zum 23. März 1983 aus.

### International
Die US-amerikanische Filmgesellschaft World Events Productions veränderte die beiden handlungsunabhängigen Animes für die internationale Ausstrahlung und vereinte sie zur Serie Voltron – Defender of the Universe. Des Weiteren wurden Musik und Geräusche ersetzt, Szenen geschnitten und die Handlung verändert. So wurde viel Gewalt entfernt und im Gegensatz zum Original sterben viele Charaktere nicht, die Armee Zarkons besteht aus Robotern statt aus Menschen.
Diese entstandene Serie wurde in den USA ab dem 10. September 1984 auf der American Broadcasting Company (ABC) gesendet. Die englischsprachige Erstausstrahlung endete am 18. November 1985. Später strahlten die Fernsehsender USA Network, Nickelodeon und Cartoon Network die Serie aus.
Weiterhin wurde Voltron – Defender of the Universe auch in Kanada (CBC Television), Australien (Australian Broadcasting Corporation), Lateinamerika, Italien, Portugal (RTP1), Polen, Taiwan, Spanien, in der Ukraine (International Commercial Television), Russland, Frankreich (Antenne 2), Bulgarien (Efir 2), dem mittleren Osten, und auf den Philippinen (ABS-CBN) im Fernsehen ausgestrahlt.
Das US-amerikanische Studio Netter Digital produzierte eine Fortsetzung der Serie mit dem Titel Voltron: The Third Dimension, die auf dem Fox Network ausgestrahlt wurde. Die Produktion wurde nach 26 Folgen eingestellt. Die Serie wurde ins Spanische und Arabische übersetzt.
Ab 19. Mai 1995 wurde der Anime als Voltron – Der Beschützer des Universums auf dem deutschen Privatsender RTL 2 gezeigt, jedoch wurden nur 76 Folgen ausgestrahlt. Zuerst wurde die zweite Staffel mit der Vehicle Force ausgestrahlt und im Anschluss 25 Folgen der Lion Force. Unter dem Titel Voltron: Verteidiger des Universums erschien von 2008 bis 2011 die erste Staffel komplett auf DVD. Da die alte Synchronfassung nicht mehr auffindbar war, wurde die Staffel komplett neusynchronisiert. Bei der neusynchronisierung wurde eine moderne Sprechweise eingearbeitet. So wird z. B. eine Computer basierte Enzyklopädie als Wikipedia bezeichnet, welche es zum Produktionszeitpunkt der Serie noch nicht gab. Für die DVD-Veröffentlichung wurde die amerikanische Reihenfolge eingehalten. Später erschien die Staffel als Gesamtausgabe in einer Sammelbox.

### DVD-Veröffentlichung
| Nr. | Veröffentlichung | Episoden |
| --- | ---------------- | -------- |
| 1   | 31. März 2008    | 1–10     |
| 2   | 25. August 2008  | 11–19    |
| 3   | 6. Oktober 2008  | 20–28    |
| 4   | 25. Mai 2009     | 29–37    |
| 5   | 28. Mai 2010     | 38–46    |
| 6   | 29. April 2011   | 47–52    |

### Synchronisation
Die erste Synchronfassung entstand 1994. Für die deutsche DVD-Veröffentlichung wurde die Serie 2008–2011 neu synchronisiert.
| Rolle                     | Japanischer Sprecher (Seiyū) | Deutscher Sprecher | Deutscher Sprecher                                       |
| Rolle                     | Japanischer Sprecher (Seiyū) | 1. Synchro (1994)  | 2. Synchro (2008–2011)                                   |
| ------------------------- | ---------------------------- | ------------------ | -------------------------------------------------------- |
| Captain Nerok             |                              | Georg Tryphon      | Gordon Rijnders                                          |
| Commander Hazar           |                              | Jan Spitzer        | Fabian Körner                                            |
| Feldmarschall Keezor      |                              | Thomas Wolff       | Vittorio Alfieri                                         |
| Keith Akira Kogane        | Kazuhiko Inoue               |                    | Dennis Saemann                                           |
| Tsuyoshi 'Hunk' Garrett   | Tesshō Genda                 |                    | René Dawn-Claude                                         |
| Darrell 'Pidge' Stoker    | Masako Nozawa                |                    | Dennis Sonntag                                           |
| Lance Charles McClain     | Yū Mizushima                 |                    | Daniel Käser                                             |
| Sven Shirogane Holgersson | Ryūsei Nakao                 |                    | Timo R. Schouren                                         |
| Prinzessin Allura         | Rumiko Ukai                  |                    | Rieke Werner                                             |
| Coran                     | Yuji Fujishiro               |                    | Karlheinz Tafel (Folge 1–20) Josef Tratnik (Folge 20–52) |
| Nanny                     | Kazuyo Aoki                  |                    | Karin Buchali                                            |
| Yomi                      |                              |                    | Winnie Brandes                                           |
| König Zarkon              | Kōsei Tomita                 |                    | Reinhard Schulat-Rademacher                              |
| Prinz Lotor Sincline      | Akira Kamiya                 |                    | Uwe Thomsen                                              |
| Haggar                    | Masako Nozawa                |                    | Edda Fischer                                             |
| Yurak                     | Ken’ichi Ogata               |                    | Volker Wolf                                              |
| General Steele            |                              |                    | Peter Harting                                            |
| Grox                      |                              |                    | Jürg Löw                                                 |
| Haggar                    |                              |                    | Edda Fischer                                             |
| König Alfor               |                              |                    | Jürg Löw (Folge 1–30) Peter Harting (Folge 32–52)        |
| Marshal Graham            |                              |                    | Gerhard Piske                                            |
| Mogor                     |                              |                    | Thomas Balou Martin                                      |
| Ökonom Glatzbrill         |                              |                    | Hans Bayer                                               |
| Prinz Bandor              |                              |                    | Cedric Seiler                                            |
| Prinzessin Romelle        |                              |                    | Birte Baumgardt                                          |
| Erzähler                  |                              | Hubertus Bengsch   | Hans-Detlef Hüpgen                                       |

### Musik
Die Musik zu Hyakujū-Ō Golion stammt von Asei Kobayashi. Die zu Kikō Kantai Dairugger XV wurde von Seiji Yokoyama komponiert. In Voltron wurde die japanische Hintergrundmusik durch Eigenkompositionen von Dale Schacker ersetzt.
Für den Vorspann zu Hyakujū-Ō Golion verwendete man Obtain! Golion von Ichirō Mizuki und dem Columbia Yurikago-kai – einer Zusammenarbeit des Kinderchors Otowa Yurikago-kai (音羽ゆりかご会) mit Columbia Music Entertainment um Lieder für Anime zu singen –, für den Abspann Gonin de Hitotsu (5 into 1) von Ichirō Mizuki. In Kikō Kantai Dairugger XV wurde der Vorspann mit Ginga no Seishun unterlegt, der Abspann mit Ai o Tsutaeru Tabi. Beide Titel stammen von Tsuneichi Kawazu.

## Comic
Devil’s Due Publishing veröffentlichte 1985 eine drei Episoden umfassende Mini-Comic-Reihe zur Fernsehserie. Später wurde die Reihe fortgesetzt und bis 2005 veröffentlicht.
Die Zeichnungen stammen von Alitha Martinez, Clement Sauve, Clint Hillinski und E.J. Su. Autoren waren Dan Jolley, Marie Croall und Mark Waid.

## Merchandising
Die Firma Matchbox brachte eine Reihe von Action-Figuren unter dem Namen GoLion zur Serie heraus. Die miteinander kombinierbaren Figuren waren Nachbildungen der Mechas aus dem Anime.
Der britische Schuhhersteller reebok hat eine Serie von 5 unterschiedlichen Voltron-Modellen herausgebracht. Jedes der 5 Modelle wurde mit einem Teil des Mechas herausgegeben, so dass man, sofern man alle 5 Modelle besitzt, die Einzelfiguren zum kombinierten Mecha zusammensetzen kann.